# Polyalthia floribunda
Polyalthia floribunda är en kirimojaväxtart som beskrevs av Suzanne Ast. Polyalthia floribunda ingår i släktet Polyalthia och familjen kirimojaväxter. Inga underarter finns listade i Catalogue of Life.